# Food and Chemical Toxicology
Food and Chemical Toxicology est une revue scientifique américaine à comité de lecture qui publie des articles dans le domaine de la toxicologie.

## Description
De 1963 à 1981, le journal portait le nom de Food and Cosmetics Toxicology.
La revue publie des recherches originales, des articles et des rapports de cas sur des intoxications humaines ou animales[source insuffisante].
D'après le Journal Citation Reports, le facteur d'impact de ce journal était de 2,895 en 2014. L'actuel directeur de publication est José L. Domingo.

## Conflit d'intérêts
La revue Food and Chemical Toxicology est décrite comme étant proche des intérêts industriels. Les revues Critical  Reviews in Toxicology et Regulatory Toxicology and Pharmacology sont dans la même situation. Il est possible de citer la présence d'Andrew Wallace Hayes au sein du board. Cet ancien rédacteur en chef a été payé par l'industrie du tabac avant d'accéder à ces responsabilités.

## Retrait d'un article sur les OGM
Ce journal a publié en 2012 un article liant les cancers aux OGM écrit par Séralini et al.. La validité scientifique de cet article, vivement mise en cause, a occasionné un scandale connu sous le nom d'affaire Séralini, ce qui a abouti au retrait de l'article par la revue en novembre 2013. Les réfutations scientifiques, que l'on peut lire sur PubPeer, portent sur de nombreux aspects de l'article, par exemple : la conceptualisation des hypothèses et l'élaboration des revendications[pas clair] ; une configuration expérimentale et un choix du matériel biologique inadéquats ; la manipulation d'images ; une analyse statistique invalide (cherry-picking) ; un décalage entre les preuves expérimentales réelles et les conclusions de l'article ; un défaut de fourniture des données expérimentales[réf. nécessaire] ; l'absence de relecture par les pairs... Le traitement médiatique de l'affaire a également fait l'objet de critiques[réf. nécessaire].

## Vaccins Covid-19 et relai de fausses informations
En 2022, après un appel du rédacteur en chef pour des articles sur les effets indésirables présumés des vaccins contre le covid-19, Stephanie Seneff, déjà connue pour diffuser de fausses nouvelles sur le covid-19, a publié un article alléguant divers mécanismes pour diverses maladies qu'elle et ses co-auteurs ont l'intention de lier à la vaccination anti-covid-19.
Plusieurs scientifiques ont alerté sur les biais et les lacunes que cet article contenait. Après avoir mis en doute la compétence de ces scientifiques, ce qu'il ne semblait pas avoir fait à propos de l'article (rédigé par une informaticienne, un oncologue naturopathe et un cardiologue), le rédacteur en chef a conclu que ces allégations non étayées par des faits faisaient partie de l'analyse scientifique et du débat et a refusé toute communication qui pourrait limiter les dégâts de ce papier sur la santé publique. Ce papier a fait l'objet de critiques par Jacques Robert, professeur émérite à l'université de Bordeaux, et David Gorski, un autre éminent spécialiste de la fraude scientifique.
Au terme d'une lutte difficile, des scientifiques, parmi lesquels Jacques Robert, ont réussi à publier les problèmes recensés dans cette étude, dont ils demandent la rétractation, malgré le silence de l'éditeur en chef.